# Carnies
«Carnies» — пятый сингл британской исполнительницы Мартины Топли-Бёрд, выпущенный 3 марта 2008 года.

## Список композиций
1. «Carnies» — 3:12
2. «At Sea» — 2:11
3. «Trust Me» — 3:33

## Участники
- Мартина Топли-Бёрд — вокалистка, композитор, автор текстов
- Danger Mouse — продюсирование, сведение, композитор
- Josh Klinghoffer — бас-гитара
- Rick Guest — фотограф
- House@Intro, London — дизайн, оформление